# Cavalcade (skivbolag)
Cavalcade var ett svenskt skivbolag som startades 1951 av Robert Rönström.

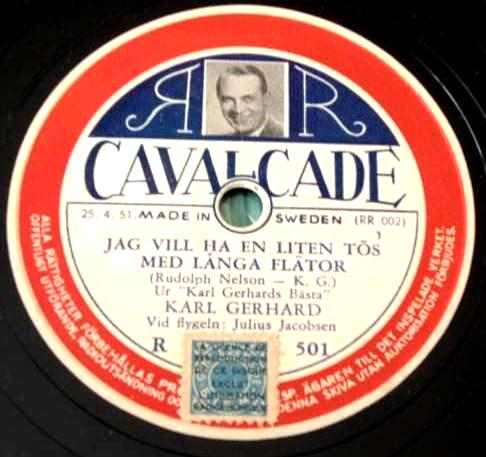
R-501

Bolaget gav ut artister som Karl Gerhard, Evert Taube, Olle Adolphson och Arne Domnérus på eget skivmärke.

## Diskografi i urval
78-varvare
Inspelade i Borgarskolans aula i Stockholm
- R 500 Lilla Frida och jag (Maggie Duddie) / Jazzgossen (En lille Rystedans)– Karl Gerhard 25.04.1951
- R 501 Jag vill ha en liten tös med långa flätor (Wenn du meine Tante siehst) / Köp svenska varor (They call it dancing) – Karl Gerhard 25.04.1951
- R 502 Three without a key, pt I / Three without a key, pt II – Ulf Lindes kvartett 14.11.1951
- R 503 Three without a key, pt III / Jack pot – Ulf Lindes kvartett 14.11.1951
- R 504 En valsrapsodi, del 1 / En valsrapsodi, del 2 – Evert Taube 01.03.1952
- R 505 Dansen på Sunnanö / Serenaden till Astri – Evert Taube 27.03.1953
- R 506 ''En doft från fina världen / Om jag inte minns fel – Karl Gerhard / Robert Rönström / Sven C G Landin 27.04.1953
- R 507 Knalle Juls vals / Den lycklige nudisten (En gla' polkett) – Evert Taube 28.10.1953
- R 508 Bibbi / Solola – Evert Taube 10.02.1954
- R 509 The lady is a tramp / In a sentimental mood – Cavalcade all stars 05.02.1954
- R 510 Cavall / All together – Cavalcade all stars / 05.02.1954
- R 511 St. James infirmary / Way down yonder in New Orleans – Jack Lindströms orkester 26.02.1954
- R 512 Perdido, del 1 / Perdido, del 2 – Jazz at the Cavalcade 26.02.1954
- R 513 Tre kosteliga ting / Sång efter skördeanden (Här dansar Fridolin) – Nils B. Söderström 18.03.1954
- R 514 Stockholmsmelodi / Första torpet – Evert Taube 10.02.1954
- R 515 Det fönstret som lyste / Nocturne (Sov på min arm) – Sven-Bertil Taube 07.09.1954
- R 516 Alla de gamla fina märkena / Spott ut! (Willst du mit nach Warnemünde) – Karl Gerhard 18.03.1954
- R 517 Riverboat schuffle / Wolverine blues – Hep Cats 07.09.1954
- * R 518 Charmaine / I can't give you anything but love – Geoff Taylor sextett 17.12.1954
- * R 519 Lady be good / Wrap your troubles in dreams – Geoff Taylor sextett 17.12.1954

- Inspelade i studio i London

CL 100 Rolfs nyårshälsning (Ur SF-filmen: "Ett gammalt nyårskort" ) / Ernst Rolf / SF:s studioork. Ork. / 23.12.1932 - utg. 12.1952 / 12" / CL 100 Inte ett ljud om Snoddas! / Karl Gerhard / Bo Ekemar, flygel / 22.07.1952
CL 101 Rolfs nyårshälsning / Ernst Rolf / SF:s studioork. / 23.12.1932 - utg. 12.1952 / CL 101 Det kan man inte (I want to go back to Michigan) / Karl-Ewert / Gustaf Elmer, flygel / 28.10.1953 /
CL 102 Visan om Pauline Brunius' (Lambeth Walk) / Karl Gerhard / Julius Jacobsen, flygel / 18.03.1954 / 
CL 102 Hästen från Troja / Karl Gerhard / Julius Jacobsen, flygel / 18.03.1954 / 
F 200 The rosary / Anders Näslund / Ulf Wesslén, orgel / 28.10.1953 / 
F 200 Somewhere a voice is calling / Anders Näslund / Ulf Wesslén, orgel / 28.10.1953 /